# فيتليوس
أولوس فيتيلوس (باللاتينية:: Aulus Vitellius، تلفظ لاتيني: [ˈau̯lʊs wɪˈtɛllɪ.ʊs]) (ولد 24 سبتمبر 15 - توفي 22 ديسمبر 69 م) كان إمبراطورًا رومانيًا لمدة ثمانية أشهر، منذ 16 أبريل حتى 22 ديسمبر 69 م. أُعلن فيتليوس إمبراطورًا بعد خلافة سريعة للأباطرة الذين سبقوه وهم غالبا وأوتو، في عام من الحرب الأهلية المعروف باسم عام الأباطرة الأربعة. كان فيتيلوس أول من أضاف سمة جريمانيكوس إلى اسمه بدلًا من قيصر عند استلامه الحكم. تمامًا كما فعل سلفه أوتو، حاول فيتليوس حشد الدعم العام لقضيته من خلال تكريم نيرون وتقليده، خاصة أنه كان ما يزال يتمتع بشعبية كبيرة في الإمبراطورية.
سرعان ما تحدت جحافل متمركزة في المقاطعات الشرقية مطالبته بالعرش، فأعلنت قائدها فسبازيان إمبراطورًا بدلًا من فيتيلوس. نشبت الحرب، مما أدى إلى هزيمة ساحقة لفيتيليوس في معركة بيدرياكوم الثانية في شمال إيطاليا. بمجرد أن أدرك أن الدعم الذي حظي به يتذبذب، أعلن فيتليوس عن استعداده للتنازل عن العرش لصالح فيسباسيان. لم يسمح له أنصاره بالقيام بذلك، ما أدى إلى معركة وحشية على روما بين قوات فيتليوس وجيوش فيسباسيان. أعدمه جنود فيسباسيان في روما في 22 ديسمبر من العام 69 ميلادي.

## الخدمة العامة

### مسيرته السياسية والعسكرية
كان قنصلًا سنة 48 ميلادي، وحاكمًا لأفريقية في عام 60 أو 61. في نهاية عام 68، اختاره غالبا لقيادة جيش جرمانيا الدنيا ما أثار دهشة العامة، وهنا اكتسب فيتليوس شهرة بين أتباعه وبين الجنود من خلال التبذير الفظيع وطبيعته الجيدة بشكل مفرط، والتي سرعان ما أثبتت أنها قاتلة لمبدأي النظام والانضباط.

### سعيه للسلطة
يدين فيتيلوس بارتقائه للعرش لكيسينا وفابيوس فالنس، قادة فيلقين على نهر الراين. من خلال هذين الرجلين، أُنجزت ثورة عسكرية بسرعة فائقة. رفضوا تجديد تعهدهم بالولاء للإمبراطور غالبا في 1 يناير من العام 69 ميلادي، وفي أوائل عام 69، أُعلن فيتليوس إمبراطورًا في كولونيا، وبصورة أدق، فقد أعلن إمبراطورًا لجيوش جرمانيا الدنيا والعليا. وقفت جيوش غال وبريتانيا ورايتيا معهم بعد ذلك بوقت قصير. لكن بحلول الوقت الذي ساروا فيه نحو روما، كان عليهم أن يواجهوا أوثو، وليس غالبا.
في الواقع، لم يعترف كل العالم الروماني بفيتولوس إمبراطورًا، على الرغم من أن مجلس الشيوخ قبله في روما وأصدر مرسومًا له بالتكريم الإمبراطوري المعتاد. جاء إلى إيطاليا على رأس قوة عسكرية فاسدة وخشنة، وأصبحت روما مسرحًا لأعمال الشغب والمذابح وعروض المصارعين والولائم باهظة الثمن. لمكافأة جيوشه المنتصرة، وسّع فيتليوس الحرس البريتوريّ وضمّ جنوده إليه.

## إمبراطورًا

### تنازله ووفاته
يذكر تاريخ تاسيتوس أن فيتليوس كان ينتظر جيش فيسباسيان في ميفانيا. اتفق الطرفان على شروط الاستسلام مع ماركوس أنطونيوس بريموس، قائد الفيلق السادس الذي يخدم في بانونيا وأحد مؤيدي فيسباسيان الرئيسيين. لكن، وبينما كان في طريقه لإيداع شارة الإمبراطورية في معبد كونكورد، رفض الحرس الإمبراطوري السماح له بتنفيذ الاتفاقية، وأجبروه على العودة إلى القصر.
عند دخول قوات فيسباسيان إلى روما، قاد أنصار فيتليوس (معظمهم من المدنيين) مقاومة شديدة، فكانت النتيجة معارك وحشية. تحصنوا على مباني المدينة، وألقوا الحجارة والرماح والبلاط على جنود فيسباسيان الذين عانوا نتيجة لذلك من خسائر فادحة في قتال الشوارع. يدعي كاسيوس ديو أن 50000 شخص ماتوا في معركة روما. دُمّرت أجزاء كبيرة من المدينة، بما في ذلك معبد جوبيتر أوبتيموس ماكسيموس. سُحب فيتليوس في النهاية من مخبأه، واقتيد إلى سلالم جيمونيان المميتة حيث ضربه أنصار فيسباسيان. كانت كلماته الأخيرة «مع ذلك، كنت ذات يوم إمبراطورك». أُلقي جسده في نهر التيبر بحسب لسويتونيوس، وطافت رأسه حول روما.